# حراج تهران
حراج تهران نهادی مستقل و خصوصی است که در تهران فعالیت می‌کند و بازار اصلی فروش آثار هنرهای تجسمی همچون نقاشی، مجسمه، نقاشی‌خط و عکس است. این نهاد با مجموع فروش ۶۵ میلیارد تومان در سال ۱۳۹۷ بزرگ‌ترین مرکز خرید و فروش اثر هنری در ایران است.

## تاریخچه
مجموعه حراج تهران فعالیت خود را به‌طور رسمی از ۲۹ خرداد ۱۳۹۱ در تهران آغاز کرد. رویکرد این حراج معرفی بهترین نمونه‌های هنر مدرن و معاصر ایران، از هنرمندان پیشگام و نام‌آشنا گرفته تا جوانان، به مجموعه‌داران هنری و مخاطبان جهانی است. این حراج در هتل پارسیان آزادی تهران برگزار می‌شود و علیرضا سمیع آذر مدیر اسبق موزه هنرهای معاصر تهران، مدیریت آن را برعهده دارد.

## گران‌ترین اثر
تابلوی خاطرات امید اثر آیدین آغداشلو جمعه ۲۶ دی‌ماه ۱۳۹۹ در حراجی تهران به قیمت پایه یک میلیارد و ۲۰۰ میلیون تومان عرضه شد و در نهایت به ده برابر این قیمت یعنی ۱۲ میلیارد تومان، به فروش رسید. اثری که به کپی بودن از روی یک اثر قدیمی اروپایی متهم شد و بدون استفاده از پیچیدگی‌های فنون نقد هنری هم می‌شد شباهت فاحش این دو اثر را تشخیص داد. پیش از این، گران‌ترین اثر فروخته شده تابلویی از سهراب سپهری بود که سال ۱۳۹۷ در نهمین دوره، لیلی گلستان آن را به حراج تهران عرضه کرد و با قیمت ۵٫۱ میلیارد تومان فروخته شد. پس از آن اثری از منیر فرمانفرمایان با ۴ میلیارد تومان و اثر دیگری از حسین زنده‌رودی با ۳/۵ میلیارد تومان در صدر رده‌بندی حراج قرار دارند.

## دوران کرونا
سیزدهمین دوره حراج تهران در سال ۱۳۹۹ به دلیل شیوع بیماری کرونا پس از دو بار تغییر تاریخ برگزاری، روز جمعه ۲۶ دی‌ماه برگزار شد.

## نتایج حراج
| دوره | عنوان                         | زمان       | فروش کل (ریال)    | فروش کل (دلار) |
| ---- | ----------------------------- | ---------- | ----------------- | -------------- |
| ۱    | حراج هنر مدرن و معاصر ایران   | خرداد ۱۳۹۱ | ۲۱٬۵۰۰٬۰۰۰٬۰۰۰    | ۹۳۴٬۷۸۳        |
| ۲    | حراج هنر مدرن و معاصر ایران   | خرداد ۱۳۹۲ | ۶۵٬۴۵۰٬۰۰۰٬۰۰۰    | ۱٬۸۷۰٬۰۰۰      |
| ۳    | حراج هنر مدرن و معاصر ایران   | خرداد ۱۳۹۳ | ۱۳۲٬۵۷۰٬۰۰۰٬۰۰۰   | ۴٬۱۴۲٬۸۱۳      |
| ۴    | حراج هنر مدرن و معاصر ایران   | خرداد ۱۳۹۴ | ۲۰۵٬۹۰۰٬۰۰۰٬۰۰۰   | ۶٬۰۵۵٬۸۸۲      |
| ۵    | حراج هنر کلاسیک و مدرن ایران  | خرداد ۱۳۹۵ | ۲۵۳٬۶۲۰٬۰۰۰٬۰۰۰   | ۶٬۸۵۴٬۵۹۵      |
| ۶    | حراج هنر معاصر ایران          | دی ۱۳۹۵    | ۱۲۳٬۴۴۰٬۰۰۰٬۰۰۰   | ۳٬۱۶۵٬۱۲۸      |
| ۷    | حراج هنر کلاسیک و مدرن ایران  | تیر ۱۳۹۶   | ۲۶۱٬۱۳۰٬۰۰۰٬۰۰۰   | ۶٬۸۷۱٬۸۴۲      |
| ۸    | هنر معاصر ایران               | دی ۱۳۹۶    | ۱۴۴٬۹۲۰٬۰۰۰٬۰۰۰   | ۳٬۸۱۳٬۶۸۴      |
| ۹    | حراج هنر کلاسیک و مدرن ایران  | تیر ۱۳۹۷   | ۳۱۳٬۷۸۰٬۰۰۰٬۰۰۰   | ۷٬۳۸۳٬۰۵۹      |
| ۱۰   | حراج معاصر ایران              | دی ۱۳۹۷    | ۳۴۴٬۰۳۰٬۰۰۰٬۰۰۰   | ۳٬۴۴۰٬۳۰۰      |
| ۱۱   | حراج هنر کلاسیک و مدرن ایران  | تیر ۱۳۹۸   | ۴۳۷٬۰۴۰٬۰۰۰٬۰۰۰   | ۳٬۹۷۳٬۰۹۱      |
| ۱۲   | هنر معاصر ایران               | دی ۱۳۹۸    | ۳۱۷٬۱۷۰٬۰۰۰٬۰۰۰   | ۲٬۸۸۳٬۳۶۴      |
| ۱۳   | حراج هنر مدرن و معاصر ایران   | دی ۱۳۹۹    | ۸۷۹٬۴۲۰٬۰۰۰٬۰۰۰   | ۴٬۳۹۷٬۱۰۰      |
| ۱۴   | حراج هنر معاصر ایران          | مرداد ۱۴۰۰ | ۴۲۷٬۱۸۰٬۰۰۰٬۰۰۰   | ۱٬۸۵۷٬۳۰۴      |
| ۱۵   | حراج هنر مدرن ایران           | دی ۱۴۰۰    | ۱٬۵۸۸٬۹۰۰٬۰۰۰٬۰۰۰ | ۶٬۳۵۵٬۶۰۰      |
| ۱۶   | حراج هنر معاصر ایران          | تیر ۱۴۰۱   | ۷۸۱٬۰۰۰٬۰۰۰٬۰۰۰   | ۲٬۸۷۱٬۳۲۴      |
| ۱۷   | هنر مدرن و معاصر ایران        | تیر ۱۴۰۲   | ۲٬۱۳۷٬۱۰۰٬۰۰۰٬۰۰۰ | ۴٬۲۷۴٬۲۰۰      |
| ۱۸   | حراج هنر معاصر ایران (آنلاین) | آذر ۱۴۰۲   | ۶۱۷٬۷۶۰٬۰۰۰٬۰۰۰   | ۱٬۲۳۵٬۵۲۰      |
| ۱۹   | هنر کلاسیک و مدرن ایران       | بهمن ۱۴۰۲  | ۲٬۴۱۷٬۲۰۰٬۰۰۰٬۰۰۰ | ۴٬۸۳۴٬۴۰۰      |
| ۲۰   | حراج هنر مدرن و معاصر ایران   | تیر ۱۴۰۳   | ۱٬۹۰۴٬۷۶۰٬۰۰۰٬۰۰۰ | ۳٬۱۷۴٬۶۰۰      |
| ۲۱   |                               | مهر ۱۴۰۳   |                   |                |